# Albitreccia
Albitreccia es una comuna francesa situada en la circunscripción departamental de Córcega del Sur, en el territorio de la colectividad de Córcega. Tiene una población estimada, en 2019, de 1771 habitantes.

## Demografía
| abs. | 410 | 447 | 411 | 500 | 454 | 508 | 561 | 547 | 514 | 517 | 538 | 528 | 496 | 627 | 644 | 616 | 619 | 662 | 631 | 594 | 654 | 617 | 609 | 645 | 445 | 463 | 280 | 248 | 283 | 456 | 609 | 867 | 1246 | 1529 | 1650 | 1771 |
| Para los censos de 1962 a 1999 la población legal corresponde a la población sin duplicidades (Fuente: INSEE [Consultar]) |     |     |     |     |     |     |     |     |     |     |     |     |     |     |     |     |     |     |     |     |     |     |     |     |     |     |     |     |     |     |     |     |      |      |      |      |